# Bodhrán
Le bodhrán (en gaélique : [ˈbˠəʊɾˠaːnˠ] ; en anglais : bodhran [ˈbɔrɑːn]), bodhráin au pluriel, est un instrument de percussion utilisé dans la musique irlandaise. C'est un tambour sur cadre percuté avec un bâtonnet (gael. cipín ; ang.tipper). Le mot vient du gaélique bodhar qui signifie : sourd. 

## Facture

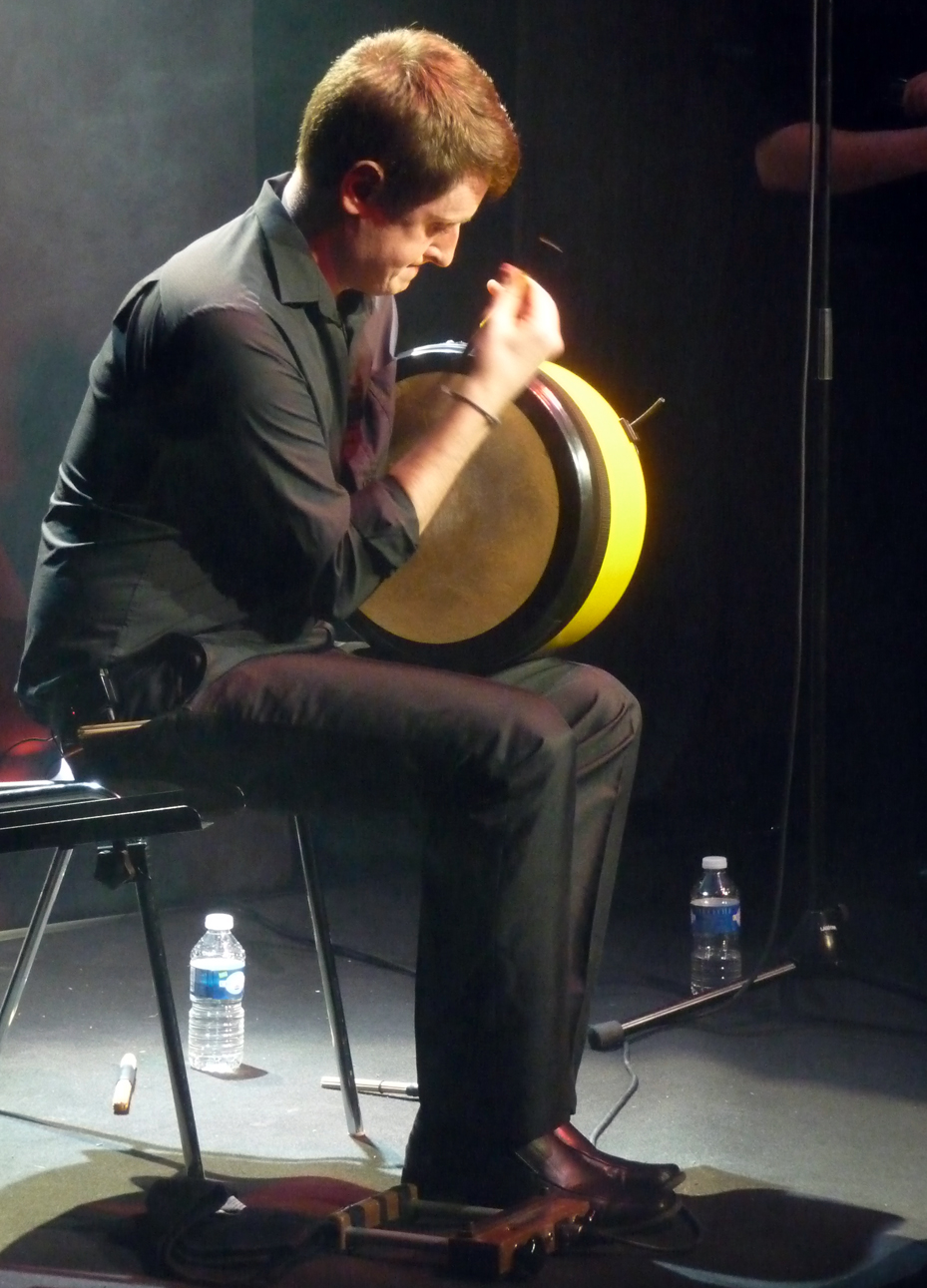
Bodhrán moderne.

Le bodhrán se compose d'un cadre de bois circulaire, rigidifié par une charpente, sur lequel est tendue une membrane en peau. On trouve des instruments variés, dont les principales caractéristiques sont :
- le diamètre du cadre (de 20 à 60 cm) ;
- la largeur du fût (de quelques centimètres à 20 cm) ;
- la nature de la membrane (traditionnellement en peau de chèvre, mais on trouve parfois des peaux de daim, de lévrier ou même synthétiques) ;
- la forme de la charpente. Il en existe trois principales : traditionnelle en "X", plus récente en "T" et moderne avec une simple barre transversale.

Certains instruments modernes bénéficient d'innovations récentes :
- membrane « accordable » grâce à des clefs situées dans le cadre ou à un système de chambre à air gonflable entre le cadre et la membrane ;
- renfort du bord de la membrane par un ruban plastique ;
- double peau pour un son plus puissant, ce qui nécessite une caisse plus profonde ;
- absence de barre de charpente.

On trouve également différents modèles de sticks. Le plus traditionnel est symétrique, arrondi aux deux extrémités et doté d'un anneau au milieu ; de nombreux joueurs utilisent également un rod (faisceau de baguettes fines, le plus souvent en érable, servant de baguette d'entrainement sur les batteries).

## Historique
Le bodhrán est attesté au milieu du XIXe siècle dans le sud-ouest de l'Irlande et le sud-est de l'Angleterre, comme dérivé rural du tambourin. Il est alors fabriqué à partir d'un crible (gael. criathar ; ang.riddle), un outil agricole servant à séparer les grains de leur enveloppe (son). 
Dans les années 1960, le renouveau folklorique (parfois appelé renaissance celtique) se mit à re-découvrir des sonorités traditionnelles "oubliées" en Europe. À mesure que certains groupes, tels que les Chieftains et autres Ceoltoiri Chualainn gagnaient en notoriété, vit le bodhràn prendre une place à part entière au sein des compositions musicales.
En outre, plusieurs "styles de jeu" firent leur apparition selon les régions.

## Jeu
On frappe la peau avec un bâton (stick, ou tipper) tenu par le milieu, dont les deux bouts arrondis rebondissent sur la peau. La main qui porte l'instrument permet de jouer avec la tension de la peau afin d'en modifier le son.

### Styles de jeu
Outre le hand style, dans lequel les doigts de la main calée contre la peau vont aussi permettre de jouer quelques rythmes, les deux manières les plus répandues de jouer du bodhrán de nos jours sont :
- le Kerry Style (de County Kerry, région du sud-ouest de l'Irlande), dans lequel on utilise les deux extrémités du stick ;
- le Top end style, pour lequel on utilise un bâtonnet long et fin avec un petit bodhràn à caisse large et peau légère. Ce style permet de suivre de près la mélodie et de produire toute une variété de rythmes et de tons.

### L'étiquette du bodhrán en session
Le jeu du bodhrán requiert de suivre un certain nombre de conventions lors de sessions.
Le jeu habituel est de n'avoir qu'un bodhrán par morceau,, comme cela vaut pour les autres instruments harmoniques. S'il y a plusieurs instrumentistes, chacun se relaye en prenant soin des autres joueurs et en répartissant les morceaux. Chaque joueur est attentif à celui qui joue afin d'être prêt à le relayer en cas de fatigue. Il reste possible pour un joueur débutant immédiatement assis à côté d'un joueur plus expérimenté de jouer en sourdine afin d'apprendre le rythme et la technique.
Le bodhrán doit rester discret, en laissant toute la place à la mélodie ; une règle qui vaut également pour tout instrument autre que le leader. Son volume doit rester minimal et accompagner la mélodie, sauf invitation de la part du leader du morceau. Le bodhrán doit être joué comme un bruit sourd de fond, et non pas pour rendre sourds les autres joueurs. Si un morceau a un rythme bas, le joueur de bodhrán est invité à ne pas jouer.
Côté technique, il est attendu que le joueur sache de servir un minimum de son instrument et sache la structure et le rythme des airs,. Le but des instruments rythmiques est de soutenir l'instrument menant le morceau.

## Joueurs
Parmi les percussionnistes, on peut citer Junior Davey, John Joe Kelly, Mike Oldfield, Kevin Conneff et Caroline Corr.